# José Vicbart Geraldino
José Vicbart Geraldino Rosello (ur. 13 stycznia 1978) – dominikański judoka. Dwukrotny olimpijczyk. Odpadł w eliminacjach w Sydney 2000 i Atenach 2004. Walczył w wadze średniej.
Uczestnik mistrzostw świata w 1997, 1999, 2001 i 2003. Startował w Pucharze Świata w 2001. Zdobył cztery medale igrzysk Ameryki Środkowej i Karaibów, a także sześć medali na mistrzostwach panamerykańskich w latach 1996 - 2003.
Jego brat José Augusto Geraldino, także był judoką i olimpijczykiem z 1996 i 2000 roku.

## Letnie Igrzyska Olimpijskie 2000
| Konkurencja | Eliminacje              | Klas. końcowa |
| Konkurencja | Przeciwnik I            | Miejsce       |
| ----------- | ----------------------- | ------------- |
| 90 kg       | Adrian Croitoru (ROU) P | 1 runda       |

## Letnie Igrzyska Olimpijskie 2004
| Konkurencja | Eliminacje          | Eliminacje             | Repasaże             | Klas. końcowa |
| Konkurencja | Przeciwnik I        | Przeciwnik II          | Przeciwnik I         | Miejsce       |
| ----------- | ------------------- | ---------------------- | -------------------- | ------------- |
| 90 kg       | Toni Besoli (AND) Z | Winston Gordon (GBR) P | Daniel Kelly (AUS) P | 3 runda       |